# Gustavia fosteri
Gustavia fosteri é uma espécie de lenhosa da família Lecythidaceae.
Apenas pode ser encontrada no Panamá.
Está ameaçada por perda de habitat.